# Pico Salamanca
Pico Salamanca är en bergstopp i Argentina.   Den ligger i provinsen Chubut, i den södra delen av landet, 1 400 km sydväst om huvudstaden Buenos Aires. Toppen på Pico Salamanca är 556 meter över havet, eller 220 meter över den omgivande terrängen. Bredden vid basen är 1,3 km.
Terrängen runt Pico Salamanca är kuperad västerut, men österut är den platt. Havet är nära Pico Salamanca åt sydost. Trakten är glest befolkad. Det finns inga samhällen i närheten.